# تشارلي هيو
تشارلي هيو (بالإنجليزية: Charlie Vaughan)‏ (23 أبريل 1921 في المملكة المتحدة - 1989) هو لاعب كرة قدم بريطاني (وحمل سابقاً جنسية المملكة المتحدة لبريطانيا العظمى وأيرلندا) في مركز الهجوم. شارك مع منتخب إنجلترا لكرة القدم الرديف. أما مع النوادي، فقد لعب مع تشارلتون أثلتيك ونادي بورتسموث وساتون يونايتد وبيكسلي يونايتد ‏.